# Chaperiopsis condylata
Chaperiopsis condylata är en mossdjursart som först beskrevs av Ferdinand Canu och Ray Smith Bassler 1930.  Chaperiopsis condylata ingår i släktet Chaperiopsis och familjen Chaperiidae. Inga underarter finns listade i Catalogue of Life.